# Franjo A. Zlović
Franjo A. Zlović (Vareš, 5. listopada 1946.), hrvatski književnik iz BiH.

## Životopis
Rođen je 1946.  u Varešu, gdje se i školovao.  Osnovnu školu i gimnaziju završio je u Varešu, gdje piše i objavljuje svoje prve pisane uratke. Završio je Mornaričku vojnu akademiju i Poslijediplomski studij vojnih znanosti, sudjelovao u Domovinskom ratu. Živi u Splitu. Objavljuje stručne radove, a što se književnosti tiče, navodi se da piše pjesme za djecu, domoljubnu i ljubavnu poeziju, kratke priče te dramske tekstove i romane. Dosad je objavio zbirku pjesama za djecu Sunce moje malo (2006.), zbirku ljubavnih pjesama Staza od ljubavi (2010.), i roman Mornar Merđan 2010. godine. Roman Mornar Merđan bio je finalist VBZ-ovog natječaja za najbolji neobjavljeni roman u 2008. godini u RH. Nagrađivan na dječjoj glazbenoj sceni. Zapaženo je prošla zbirka pjesama za djecu Sunce moje malo u izdanju HKD "Napredak" Split. 2017. objavio je roman Priče iz Varevalliuma.